# Tutto Dante
Tutto Dante è stato uno spettacolo teatrale di Roberto Benigni, avente come momento centrale l'esegesi della Divina Commedia di Dante Alighieri, accompagnata anche da satira di argomento attuale.

## Storia
Lo spettacolo ha debuttato nel giugno 2006 nel teatro romano di Patrasso in Grecia dove Benigni ha declamato e spiegato il canto di Ulisse, il XXVI dell'Inferno, ottenendo buona accoglienza del pubblico.
A luglio 2006 lo spettacolo ha avuto luogo per 13 sere in piazza Santa Croce a Firenze dove, accanto alla statua di Dante e di fronte alla grande basilica, su un palco montato per lo spettacolo, ogni sera Benigni ha recitato - uno per serata - tredici canti della Divina Commedia di Dante Alighieri: in particolare, i canti scelti per queste serate erano i primi dieci, il XXVI e il XXXIII dell'Inferno e il XXXIII del Paradiso. La piazza è stata allestita con 4.200 posti esauriti tutte le sere.
La versione dello spettacolo che Benigni ha successivamente portato in tournée è stata incentrata sul V Canto dell'Inferno, conosciuto come il canto di Paolo e Francesca. Dopo Firenze, la tournée Italiana di TuttoDante ha debuttato il 23 novembre 2006 a Catanzaro, e si è conclusa il 24 settembre 2007 con lo spettacolo nel Carcere di Sulmona. Lo spettacolo è stato rappresentato nelle piazze, nei palasport e negli stadi italiani per un totale di 130 repliche, con un'affluenza di pubblico attorno al milione di spettatori, dei quali ben 120.000 solo a Roma. A questi vanno aggiunti gli oltre 10 milioni di telespettatori che hanno seguito lo spettacolo televisivo "Il Quinto dell'Inferno" trasmesso da Rai Uno il 29 novembre 2007, con replica su Rai International nei giorni successivi.
Roberto Benigni si è così espresso riguardo all'accoglienza dello spettacolo da parte del pubblico: "È stato un lavoro meraviglioso, questa esperienza la conserverò come uno dei ricordi più importanti ed emozionanti della mia vita".
A partire dal dicembre 2008, si è svolta una tournée internazionale di Tutto Dante, in giro per l'Europa, gli Stati Uniti, il Canada e l'America del Sud.
Il 6 marzo 2009, il tour mondiale è ripreso da Parigi. Lo spettacolo ha ottenuto grande successo di pubblico e critica.
Dal 20 luglio al 6 agosto 2012 piazza Santa Croce ha accolto nuovamente l'attore e la sua esegesi della Divina Commedia con dodici spettacoli nel corso dei quali Roberto Benigni ha declamato altri canti dell'Inferno, dall'XI al XXII.
Dal 20 luglio al 6 agosto 2013 l'attore è tornato in piazza Santa Croce sempre parlando della Divina Commedia chiudendo con gli ultimi canti dell'Inferno: dal XXIII al XXXIV.

## In TV
Tutti i 13 spettacoli registrati in piazza Santa Croce a Firenze nell'estate 2006 sono stati trasmessi da Rai 1 nel periodo dicembre 2007 - marzo 2008 con un indice di ascolto altissimo. Degli stessi spettacoli è uscita anche una versione in DVD che ha battuto tutti i record di vendita per uno spettacolo teatrale.
Nel 2013 sono stati trasmessi gli spettacoli Tutto Dante 2012, che comprende 12 nuovi canti (Inferno XI -XXII), in prima serata il mercoledì dal 27 febbraio 2013 su Rai 2 e replicati il giorno dopo (giovedì) su Rai 5.
Dal 13 maggio 2015 al 29 luglio 2015 sono stati trasmessi su Rai 1 i canti conclusivi dell'Inferno.

## I DVD
| Cofanetto | DVD | Contenuto                                | Data di uscita |
| --------- | --- | ---------------------------------------- | -------------- |
| 1         | 1   | Primo dell'Inferno                       | 27 marzo 2008  |
| 1         | 2   | Secondo dell'Inferno                     | 27 marzo 2008  |
| 1         | 3   | Terzo dell'Inferno                       | 27 marzo 2008  |
| 2         | 4   | Quarto dell'Inferno                      | 15 aprile 2008 |
| 2         | 5   | Quinto dell'Inferno                      | 15 aprile 2008 |
| 2         | 6   | Sesto dell'Inferno                       | 15 aprile 2008 |
| 3         | 7   | Settimo dell'Inferno                     | 29 aprile 2008 |
| 3         | 8   | Ottavo dell'Inferno                      | 29 aprile 2008 |
| 3         | 9   | Nono dell'Inferno                        | 29 aprile 2008 |
| 4         | 10  | Decimo dell'Inferno                      | 20 maggio 2008 |
| 4         | 11  | Ventiseiesimo dell'Inferno               | 20 maggio 2008 |
| 4         | 12  | Trentatreesimo dell'Inferno              | 20 maggio 2008 |
| 5         | 13  | Trentatreesimo del Paradiso              | 10 giugno 2008 |
| 5         | 14  | Tutto Dante Show: Il quinto dell'Inferno | 10 giugno 2008 |
|           | 15  | Spettacolo TV                            | 24 giugno 2008 |